# Anneliese Anglberger
Anneliese Anglberger (7 de agosto de 1972) es una deportista austríaca que compitió en judo. Ganó una medalla de plata en el Campeonato Europeo de Judo de 1994 en la categoría de –66 kg.

## Palmarés internacional
| Campeonato Europeo | Campeonato Europeo | Campeonato Europeo | Campeonato Europeo |
| Año                | Lugar              | Medalla            | Categoría          |
| ------------------ | ------------------ | ------------------ | ------------------ |
| 1994               | Gdańsk (Polonia)   | Medalla de plata   | –66 kg             |